# Risoluzione 370 del Consiglio di sicurezza delle Nazioni Unite
La risoluzione 370 del Consiglio di sicurezza delle Nazioni Unite, adottata il 13 giugno 1975, ha esteso lo stazionamento della Forza di mantenimento della pace delle Nazioni Unite a Cipro per altri 6 mesi fino al 15 dicembre 1975. Questa estensione è avvenuta in seguito all'invasione turca di Cipro. Il Consiglio ha esortato il Segretario generale a continuare la missione di buoni uffici che gli è stata affidata dalla risoluzione 367 e a presentare un rapporto intermedio entro il 15 settembre e uno definitivo entro il 15 dicembre.
La risoluzione è stata adottata con 14 voti contrari, mentre la Repubblica popolare Cinese non ha partecipato al voto.